# Zbigniew Rosiński
Zbigniew Jan Rosiński (ur. 17 lipca 1949 w Kopanicy) – pilski przedsiębiorca, dawniej działacz partyjny, był m.in. sekretarzem ds. Ekonomicznych i Organizacyjnych KW PZPR w Pile oraz najmłodszym w historii PRL wojewodą pilskim (1987–1990). 

## Życiorys
Od 1973 był członkiem PZPR, w latach 1973–1975 był sekretarzem Komitetu Zakładowego PZPR w Fabryce Sprzętu Okrętowego "Meblomor" w Czarnkowie, następnie pracował w Komitecie Wojewódzkim PZPR w Pile, gdzie m.in. był zastępcą kierownika Wydziału Ekonomicznego (1977–1979), kierownikiem tegoż Wydziału (1979-1981), sekretarzem ds. ekonomicznych (1981–1983) i sekretarzem ds. organizacyjnych (1986–1987). Był absolwentem Wieczorowego Uniwersytetu Marksizmu-Leninizmu, obronił także pracę doktorską w Akademii Nauk Społecznych przy KC KPZR. W latach 1987–1990 sprawował funkcję wojewody pilskiego. Był najmłodszym wojewodą w powojennej historii Polski. 
W wyborach 1989 bez powodzenia ubiegał się o mandat senatorski w województwie pilskim. W 1990 został przewodniczącym Rady Wojewódzkiej Towarzystwa Wspierania Inicjatyw Gospodarczych.
W latach 90. związał się z Henrykiem Stokłosą, prowadził jego kampanię wyborczą w 1993. W latach 1991–1997 był redaktorem naczelnym "Tygodnika Nowego" w Pile, którego właścicielem jest Henryk Stokłosa. W latach 1993–1997 pełnił funkcję dyrektora ekonomicznego zakładów "Farmutil" w Śmiłowie, których właścicielem jest Henryk Stokłosa. Od 1997 roku był dyrektorem hotelu "Rodło" w centrum Piły, a od 2001 dodatkowo sprawował funkcję dyrektora Regionu Północnego OST "Gromada" w Pile. Od 2006 jest prezesem zarządu Fabryki Okrętowej Lubmor sp. z o.o. w Trzciance.